# Kindred Group
Die Kindred Group Plc. (ehemals Unibet Group Plc) ist ein Online-Anbieter von Sportwetten, Onlinepoker, Online-Casino, und Bingo. Das Unternehmen mit schwedischen Wurzeln betreibt Gambling-Marken wie Unibet, Maria Casino und Bingo.com. Der Gewinn des Unternehmens vor Steuern betrug für das Jahr 2022 insgesamt 126,8 Millionen £ bei einem Umsatz von 1,07 Mrd. £.
Die Kindred Group hat ihren Unternehmenssitz auf Malta mit weiteren Niederlassungen in Gibraltar, London, Stockholm und Australien. Nach eigenen Angaben hatte das Unternehmen 2022 eine Nutzerbasis von 1,83 Mio. aktiven Benutzern. Mit 60 % respektive 26 % gehören Westeuropa und die nordischen Länder zu den wichtigsten Zielmärkten der Kindred Group.
Im Oktober 2024 wurde Kindred übernommen von FDJ.

## Geschichte

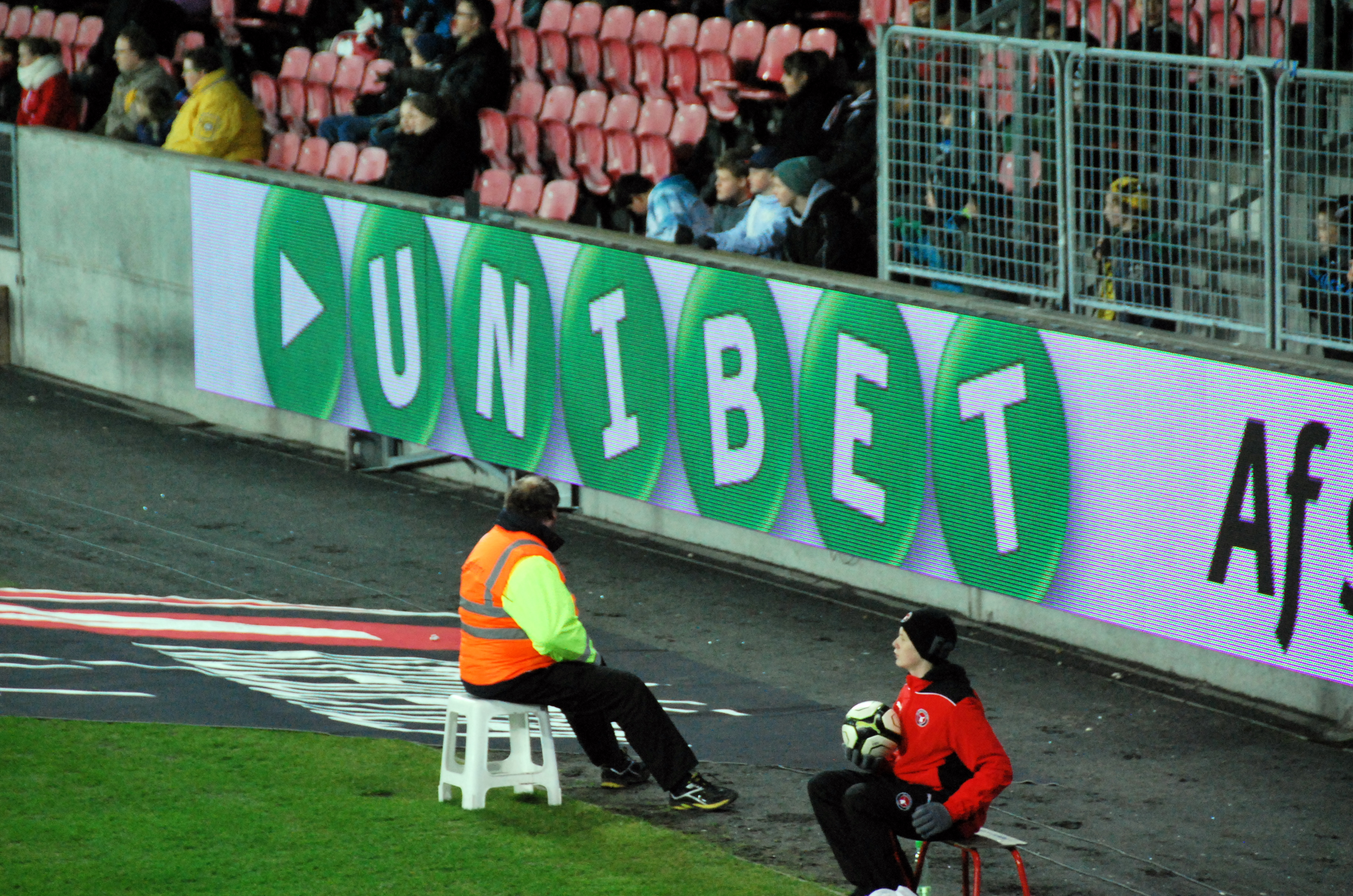
Unibet-Werbung bei einem Spiel in der höchsten dänischen Fußballliga

Unibet wurde 1997 vom damals 27-jährigen Anders Ström in Sala (Schweden) gegründet. 1998 erhielt das Unternehmen eine Sportwetten-Lizenz in Großbritannien und eröffnete dort ein Büro. Die erste Unibet-Website erschien 1999 auf Englisch und Schwedisch. Unibet Group Plc. wurde 2000 gegründet. Unibet erhielt eine Wettlizenz in Malta und eröffnete dort ein Büro. Die zweite Version der Website ging 2001 in 12 Sprachen online. Eine erneut überarbeitete Website ging 2003 online, erstmals auch in deutscher Sprache. Unibet wurde 2004 an der NASDAQ OMX Nordic Exchange in Stockholm gelistet. Supertoto und Online-Poker wurden erstmals angeboten.
Unibet übernahm 2005 den belgischen Anbieter Mr.Bookmaker.com. 2007 übernahm es des Online-Bingo-Anbieters Maria Holdings. 2008 wurde es Mitglied der European Gaming and Betting Association (EGBA), der zwölf Anbieter in Europa angehören. Hauptinhalte der Erwägungen waren unter anderem. die Fragen danach, wie man Problemen wie Spielsucht, dem illegalen Wetten Minderjähriger, Datenschutz und Geldwäsche am effektivsten entgegenwirken kann. Unibet gab 2011 die Übernahme der australischen Anbieter EurosportBet und EurosportPoker bekannt. 2012 übernahm es Bet24 und den Anbieter Betchoice. Ende September wurde die Übernahme von Stan James mit einem Kaufwert von 19 Millionen britischer Pfund verkündet.
Im September 2016 gab der Vorstand der Unibet Group bekannt, dass das Unternehmen fortan unter dem Namen Kindred laufen würde.
Unibet befand sich in Deutschland lange Zeit im Bewerbungsprozess um die Glücksspiellizenz. In diesem Verfahren durfte der Buchmacher einige Zeit weiterhin in Deutschland Sportwetten anbieten. Im Sommer 2022 endete diese Frist: Unibet bietet zwar weiterhin ein Sportwetten-Angebot an, dieses ist aber nicht mehr für Kunden mit Hauptwohnsitz in Deutschland abrufbar.

## Auszeichnungen
Unibet wurde vom internationalen Gaming-Magazin eGaming Review in den Jahren 2006, 2008 und 2009 als Sportwettenanbieter des Jahres ausgezeichnet sowie im Jahr 2009 als Livewetten-Anbieter des Jahres.

## Unibet Open
Die Unibet Open sind eine Livepoker-Turnierserie, deren Main Event üblicherweise ein NL Texas Hol’dem-Pokerturnier darstellt. Die ersten Unibet Open fanden im Jahr 2007 in Warschau statt, 2008 waren die Stationen Madrid, Mailand, und erneut Warschau. Im Dezember 2012 finden die Unibet Open erstmals außerhalb Europas statt: Das Turnier findet zum Anlass des 5-jährigen Jubiläums auf der Karibikinsel St. Maarten statt.
Die größten Erfolge deutscher Spieler waren ein jeweils 2. Platz: Nino Ryschawy gewann 2010 in Prag 101.000 Euro Preisgeld, im selben Jahr erhielt Andreas Hofmann in Valencia 89.350 Euro für die gleiche Platzierung.